# Chrzan pospolity
Chrzan pospolity (Armoracia rusticana) – gatunek rośliny z rodziny kapustowatych. Występuje w Europie, umiarkowanej części Azji, na Nowej Zelandii oraz w Ameryce Północnej. Roślina uprawna i często dziczejąca (kenofit i ergazjofigofit). W Polsce występuje pospolicie na całym obszarze. Chrzan pospolity wykorzystywany był dawniej głównie jako roślina lecznicza, później i współcześnie stosowany jako dodatek do potraw.
Do XIX wieku gatunek włączany bywał do rodzaju warzucha (d. warzęcha) Cochlearia jako C. armoracia i stąd w niektórych źródłach polskojęzycznych z końca XVII wieku i do ok. połowy XIX wieku określany bywał jako warzęcha chrzan. Jest to także źródłem nazw ludowych: warzęcha, warzucha. Łacińska nazwa Armoracia wywodzi się z celtyckiego ar 'blisko' oraz more 'morze', czyli 'roślina rosnąca blisko morza'. 

## Morfologia

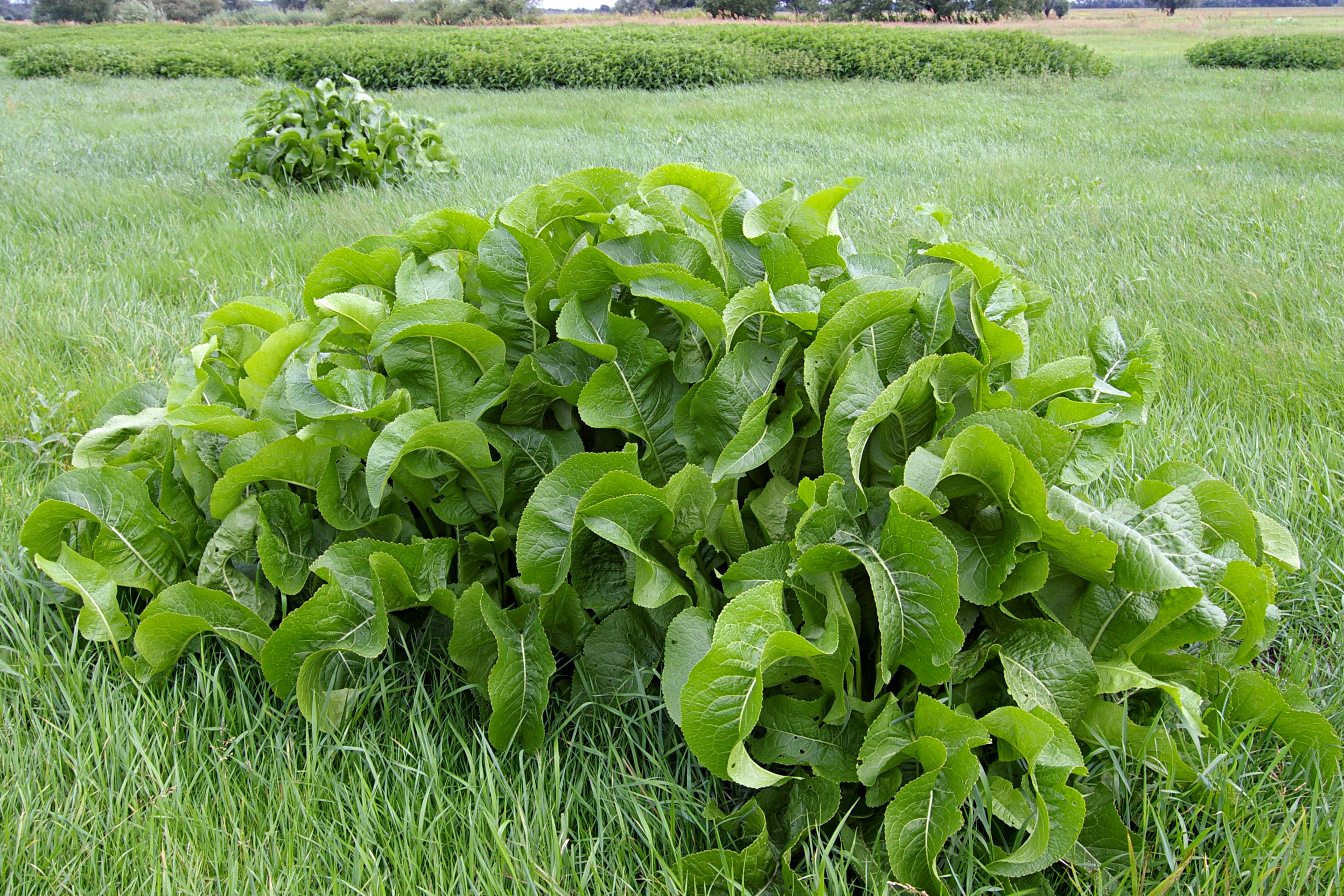
Pokrój

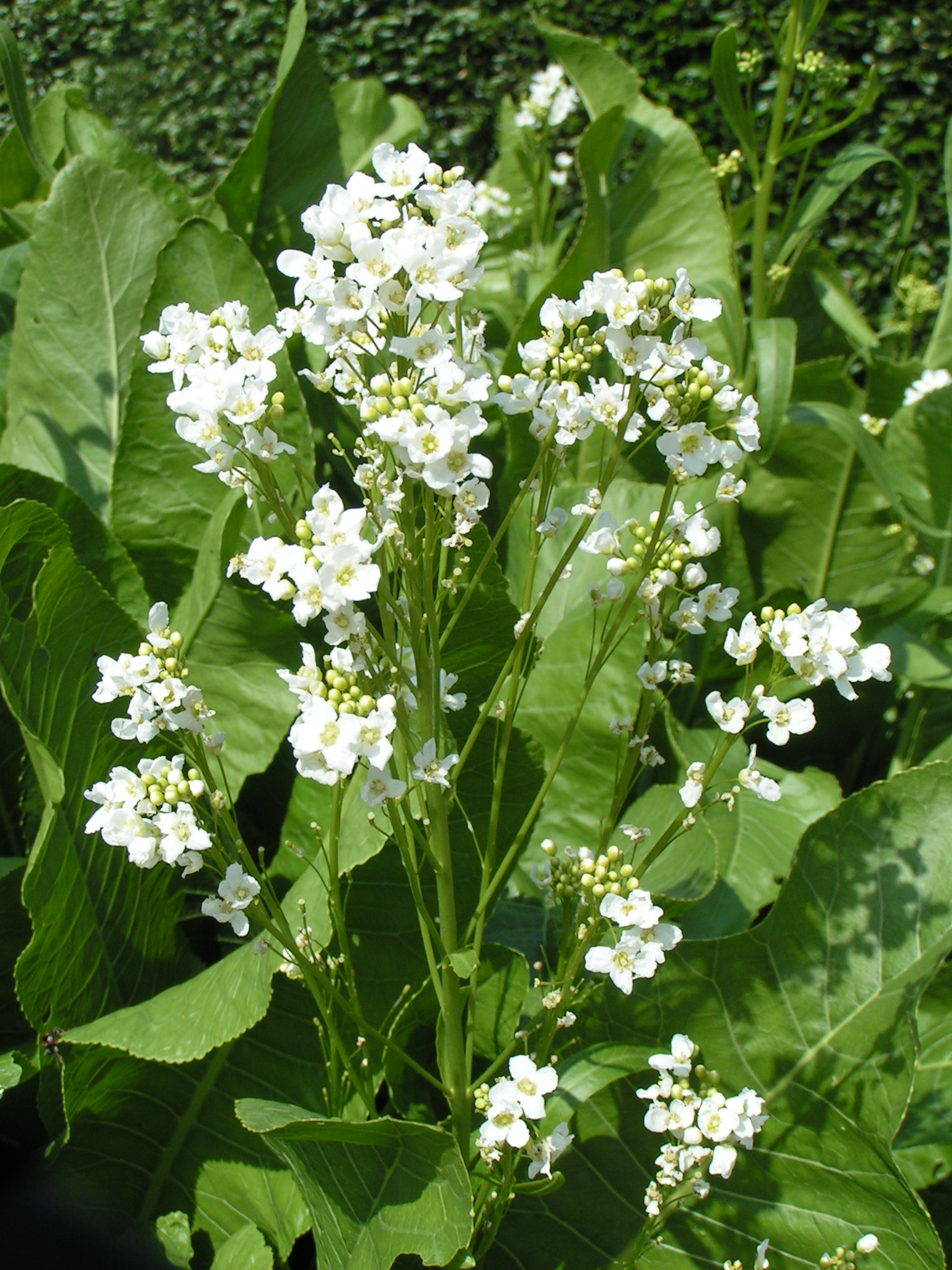
Kwiatostan

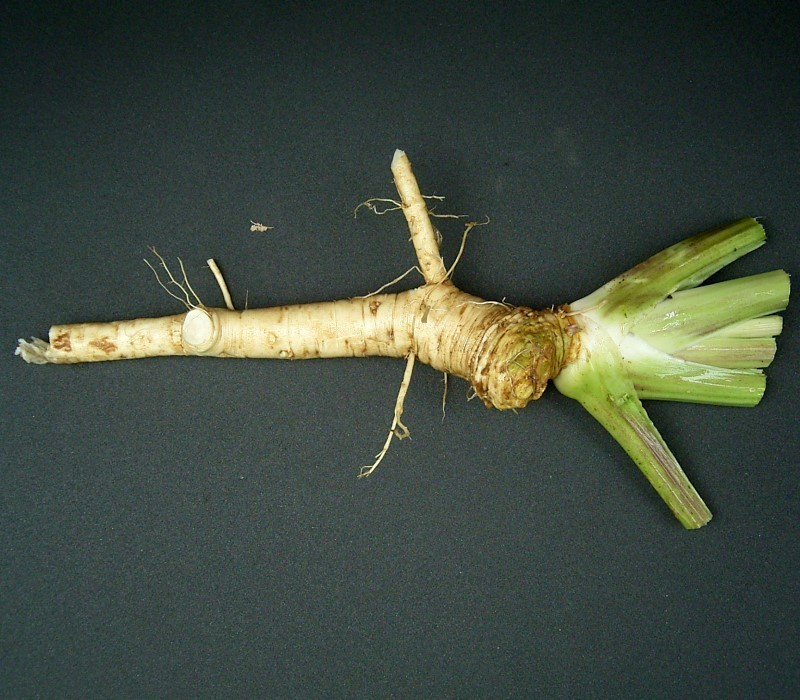
Korzeń

PokrójWysokość 40–150 cm.
ŁodygaOsiągająca do 150 cm wysokości. Rozgałęziona w górnej części, kanciasta, gładka, ulistniona.
KorzeńDługi, mięsisty o barwie jasnożółtej, na przekroju biały. O bardzo silnym aromacie i ostrym smaku.
LiścieOdziomkowe bardzo duże, nawet do 100 cm długości, podłużnojajowate do podłużnych o sercowatej nasadzie, zwężone w długi ogonek. Środkowe liście łodygowe pierzastodzielne, górne, siedzące, lancetowate do równowąskich, karbowane lub piłkowane, szczyty tępe.
KwiatyNiewielkie (6 mm), białe, zebrane w dekoracyjne wiechy na wierzchołkach pędów. Kielich czterodziałkowy, korona 4-płatkowa, pręcików 6, słupek jeden.
OwocJajowata lub kulista łuszczynka z klapami bez nerwów.

## Biologia i ekologia
Bylina, geofit. Roślina zakwita od maja do czerwca, jest owadopylna. W korzeniu zawarty jest glikozyd synigryna ulegający rozpadowi do olejku gorczycznego (0,1–0,2%). Liście chrzanu są trujące dla krów. Roślina ruderalna zasiedlająca przydroża, rowy, wilgotne zarośla. Na polach uprawnych bywa uciążliwym, trudnym do wytępienia chwastem. W klasyfikacji zbiorowisk roślinnych gatunek charakterystyczny dla O. Artemisietalia. Liczba chromosomów 2n = 32.

## Zastosowanie
Chrzan pospolity wykorzystywany był dawniej głównie jako roślina lecznicza, później i współcześnie stosowany jako dodatek do potraw. W Europie uprawiano go już w XI wieku, wymienia go np. w swoim dziele Hildegarda z Bingen. W XV wieku był powszechnie używany w kuchni duńskiej i niemieckiej, głównie do przyprawiania sosu rybnego. Później sosy z niego zaczęto sporządzać także w Anglii.

### Roślina jadalna
W kuchni korzeni chrzanu używa się do przyprawiania mięs, ryb, buraków ćwikłowych, ogórków kiszonych i białego sera. Wykorzystywany do wytwarzania niektórych rodzajów musztardy, kremów i majonezów. Z utartych korzeni robi się sos chrzanowy. Młode liście można dodawać do sałatek lub kanapek. Ponieważ charakterystyczny olejek eteryczny szybko się ulatnia – chrzan nie nadaje się do obróbki cieplnej.
Zgodnie z tradycją obchodów w niektórych krajach katolickich świąt wielkanocnych, tarty chrzan wkłada się do koszyka ze święconką na pamiątkę tego, że Jezus przed śmiercią był pojony octem. W niektórych regionach wszyscy domownicy jedli przed rozpoczęciem śniadania wielkanocnego cały korzeń chrzanu, gdyż uważano, że ma właściwości lecznicze: poprawia trawienie, chroni przed chorobami brzucha, gardła i głowy.

### Roślina lecznicza
Surowiec zielarskiKorzeń – Armoracae radix recens (Radix Armoraciae). Zawartość: m.in. glikozyd sinigryna, prowitamina A, witaminy z grupy B, witamina C, witamina E, sole mineralne (wapń, potas, fosfor, siarka, magnez, żelazo), olejek eteryczny, cukry, enzymy.
DziałanieChrzan przejawia działanie grzybobójcze, bakteriobójcze, wykrztuśne oraz niewielkie moczopędne i przeciwreumatyczne, pobudza wydzielanie soków trawiennych i działa przeciwwirusowo. Wewnętrznie jest używany przy uciążliwym kaszlu i zapaleniu oskrzeli, przy anemii, zaburzeniach trawienia, chronicznym katarze, chorobach reumatycznych i przy schorzeniach wątroby i dróg żółciowych (z wyjątkiem marskości wątroby). Zewnętrznie okładów ze świeżo utartego korzenia używa się przy chorobach reumatycznych i nerwobólach (działają drażniąco na skórę).

### Roślina kosmetyczna
Drobno starty chrzan jest używany do przemywania twarzy rano i wieczorem. Usuwa ze skóry przebarwienia, piegi, wybiela skórę i czyni ją delikatniejszą. Stosowany jest do wybielania piegów po wyparzeniu w mleku i dodaniu białego octu.

### Inne zastosowania
Chrzan pospolity znajduje także zastosowanie w gospodarstwie domowym i ogrodzie. Uprawiany w sąsiedztwie ziemniaków zmniejsza ich zapadalność na choroby. Zaparzony i rozcieńczony wywar z korzenia można używać w formie oprysków na jabłoniach przeciw zgniliźnie. Posiekane liście jako dodatek do karmy dla psów mają właściwości odrobaczające. Z ugotowanych liści można uzyskać ciemnożółty barwnik.

## Uprawa
Rozmnaża się na wiosnę poprzez wysiew nasion, rozdzielanie korzeni oraz sadzonki korzeniowe. Wymaga nasłonecznionego stanowiska z lekką, żyzną i wilgotną glebą. Nie nadaje się do uprawy w pomieszczeniach.